# Acuerdo comercial anglo-soviético
El acuerdo comercial anglo-soviético fue un acuerdo firmado el 16 de marzo de 1921 para facilitar el comercio entre el Reino Unido y la República Socialista Federativa Soviética de Rusia. Fue firmado por Robert Horne, Canciller del Tesoro y Leonid Krasin, Comisario del Pueblo de Comercio Exterior.
Lloyd George planteó por primera vez la propuesta de retirar el bloqueo a Rusia después de la Revolución de Octubre en una reunión del Consejo Supremo aliado, celebrada el 14 de enero de 1920, cuatro días después de la ratificación del Tratado de Versalles. Originalmente, el comercio debía limitarse a estar con el "pueblo ruso", a través de Centrosoyuz, la Unión de Sociedades Cooperativas de Consumidores de Todas las Rusias. Sin embargo, a finales de mayo de 1920, Leonid Krasin llegó a Londres y los términos del acuerdo cambiaron. Además, aunque originalmente una propuesta aliada, los franceses declinaron la invitación de Lord Curzon a participar, y los italianos enviaron un encargado de negocios que sólo participó en una sesión. Mientras tanto, los bolcheviques, al enterarse de la intención del Consejo Supremo de levantar el bloqueo y desarrollar el comercio con las Cooperativas, respondieron tomando Centrosoyuz. Lenin escribió el Decreto Ejecutivo promulgado por el Consejo de Comisarios del Pueblo el 27 de enero, que puso en práctica esto. Krasin y sus compañeros delegados fueron nominalmente cooptados a la junta de Centrosoyuz, manteniendo la ficción de que las negociaciones se estaban llevando a cabo con la Unión de Cooperativas.

## Primera fase de las negociaciones: del 31 de mayo al 7 de julio de 1920
Krasin fue acompañado por Víktor Noguín a Londres para participar en las negociaciones. El gabinete británico discutió el acuerdo propuesto en el 10 de Downing Street el 28 de mayo de 1920. Lord Curzon informó previamente de la reunión:
"Sabemos por una gran variedad de fuentes que el gobierno ruso está amenazado por un completo desastre económico y que está dispuesto a pagar casi cualquier precio por la asistencia que nosotros, más que nadie, estamos en condiciones de dar. Apenas podemos contemplar venir a su rescate sin exigir nuestro precio por ello, y me parece que el precio puede pagarse mejor con un cese de la hostilidad bolchevique en partes del mundo importantes para nosotros, que el ostensible intercambio de mercancías, cuya existencia en gran escala en Rusia existe una gran razón para dudar".
Se celebraron cuatro reuniones: el 31 de mayo, el 7 de junio, el 16 de junio y el 29 de junio. Las dos primeras fueron más formales, pero la tercera reunión consistió sólo de Lloyd George, Krasin, Sir Robert Horne, 
Philip Kerr, 11.º marqués de Lothian y Fridtjof Nansen. Sin embargo, la última reunión fue crucial. Tanto Krasin como Lloyd George coincidieron en que había dos cuestiones principales:
- Propaganda hostil y subversión
- Las deudas con los acreedores británicos de antes de 1917

Ante una inminente reunión con los aliados de Reino Unido, Lloyd George elaboró un plan de cuatro puntos:
- Un armisticio y fin a la propaganda hostil
- El intercambio de prisioneros
- Reconocimiento mutuo de deudas pendientes por bienes y servicios
- Intercambio de misiones comerciales

A Krasin se le dieron siete días para responder y le entregaron pasaje a bordo del HMS Vimiera hacia Tallin. Gueorgui Chicherin respondió el 7 de julio aceptando estos términos en principio.

## Segunda fase de las negociaciones: del 8 de julio al 11 de septiembre de 1920
Lev Kámenev fue nombrado jefe del nuevo equipo negociador por la insistencia de Chicherin sobre las objeciones de Lenin.

## Tercera fase de las negociaciones: del 12 de septiembre de 1920 al 16 de marzo de 1921
Las negociaciones fueron largas y prolongadas. Lenin comentó en el VIII Congreso Soviético de Todas Las Rusias el 21 de diciembre de 1920:
El tratado, el acuerdo comercial con Gran Bretaña aún no está firmado. En este mismo momento Krasin está llevando a cabo conversaciones urgentes en Londres. El gobierno británico nos ha entregado su borrador, hemos dado nuestro contragolpe, pero sigue siendo obvio que el gobierno británico está arrastrando los pies sobre el acuerdo porque el partido de guerra reaccionario todavía está trabajando duro allí; ha tenido la ventaja hasta ahora y está obstaculizando la conclusión de un acuerdo comercial. Es de nuestro interés directo, y es nuestro deber directo dar todo nuestro apoyo a todo lo que pueda ayudar a fortalecer a aquellos partidos y agrupaciones que están luchando por la firma de este tratado con nosotros.
Iván Maiski subrayó la importancia del acuerdo así:
Este documento diplomático, aunque de alcance modesto, tiene un significado verdaderamente histórico. El acuerdo comercial anglo-soviético no era un tratado comercial ordinario con el mero objeto de regular las operaciones comerciales entre dos países; fue un acuerdo de carácter político-comercial: otorgó a la RSFS de Rusia el reconocimiento de facto por parte del poder capitalista más poderoso de Europa, potencia que en aquellos tiempos aún luchaba con éxito con los Estados Unidos por el papel del primer país capitalista del mundo.